# Segre
Segre (španělsky Río Segre, katalánsky Segre, francouzsky Sègre) je řeka na severu Španělska v autonomních společenstvích Katalánsko a Aragonie a také v regionu Okcitánie ve Francii. Její délka činí 265 km. Povodí má rozlohu 22 400 km².

## Průběh toku
Pramení na ve Východních Pyrenejích a protéká převážně horskou a kopcovitou krajinou. Ústí zleva do Ebra.

## Vodní stav
Průměrný průtok činí přibližně 250 m³/s. Nejvyšší vodnosti dosahuje v zimě.

## Využití
Voda se využívá na zavlažování. Leží na ní město Lérida. V jejím povodí byly vybudovány přehradní nádrže a vodní elektrárny (Tabescon, Tremp, Camarasa).